# Marokkanisch-portugiesische Beziehungen
Die marokkanisch-portugiesischen Beziehungen umfassen die bilateralen Beziehungen zwischen Marokko und Portugal. Seit 1774 unterhalten sie diplomatische Beziehungen, die auf ihre ersten Beziehungen im 15. Jahrhundert zurückgehen.
Das Verhältnis beider Länder gilt als freundschaftlich und weitgehend problemfrei. Historisch entstanden ihre Beziehungen mit dem Beginn der Portugiesischen Expansion, die mit der Eroberung der marokkanischen Stadt Ceuta 1415 ihren Anfang nahm und zu über 300 Jahren portugiesischer Präsenz im heutigen Marokko führten, lange Zeit als Algarve jenseits des Meeres Teil des Königreich Portugals. Aus dieser Zeit sind einige Spuren bis heute dort zu finden, insbesondere verschiedene Festungen und andere, vor allem militärische und sakrale Bauwerke, aber auch kulturelle Spuren, etwa sprachlich. So lautet bis heute ein Name für Orangen dort Portugal.
Marokko als nordwestlichstes Land Afrikas und Portugal als südwestlichstes Land Europas sind entsprechend ihrer geografischen Nähe vielfältig verbunden, neben dem wachsenden bilateralen Handel besonders politisch, auch über die Beziehungen der EU, insbesondere das europäisch-marokkanische Assoziierungsabkommen, die Euro-mediterrane Partnerschaft, die Europäische Nachbarschaftspolitik und die Union für das Mittelmeer. Zudem gehören beide Länder u. a. der Europäischen Entwicklungsbank, der Welthandelsorganisation und den Vereinten Nationen und ihren Unterorganisationen an. Daneben bestehen vielfältige wirtschaftliche, aber auch zivilgesellschaftliche Verbindungen, etwa im Kulturaustausch, im gegenseitigen Fremdenverkehr und in gemeinsamen Städtepartnerschaften. Auch im militärischen Bereich gibt es Berührungspunkte, neben Kooperationen in der Küstenwache auch innerhalb der NATO: Marokko ist Bevorzugter Partner der NATO, deren Gründungsmitglied Portugal ist. Ein weiteres Verbindungsglied ist die historische gegenseitige Migration.

## Geschichte

### Vor 1415

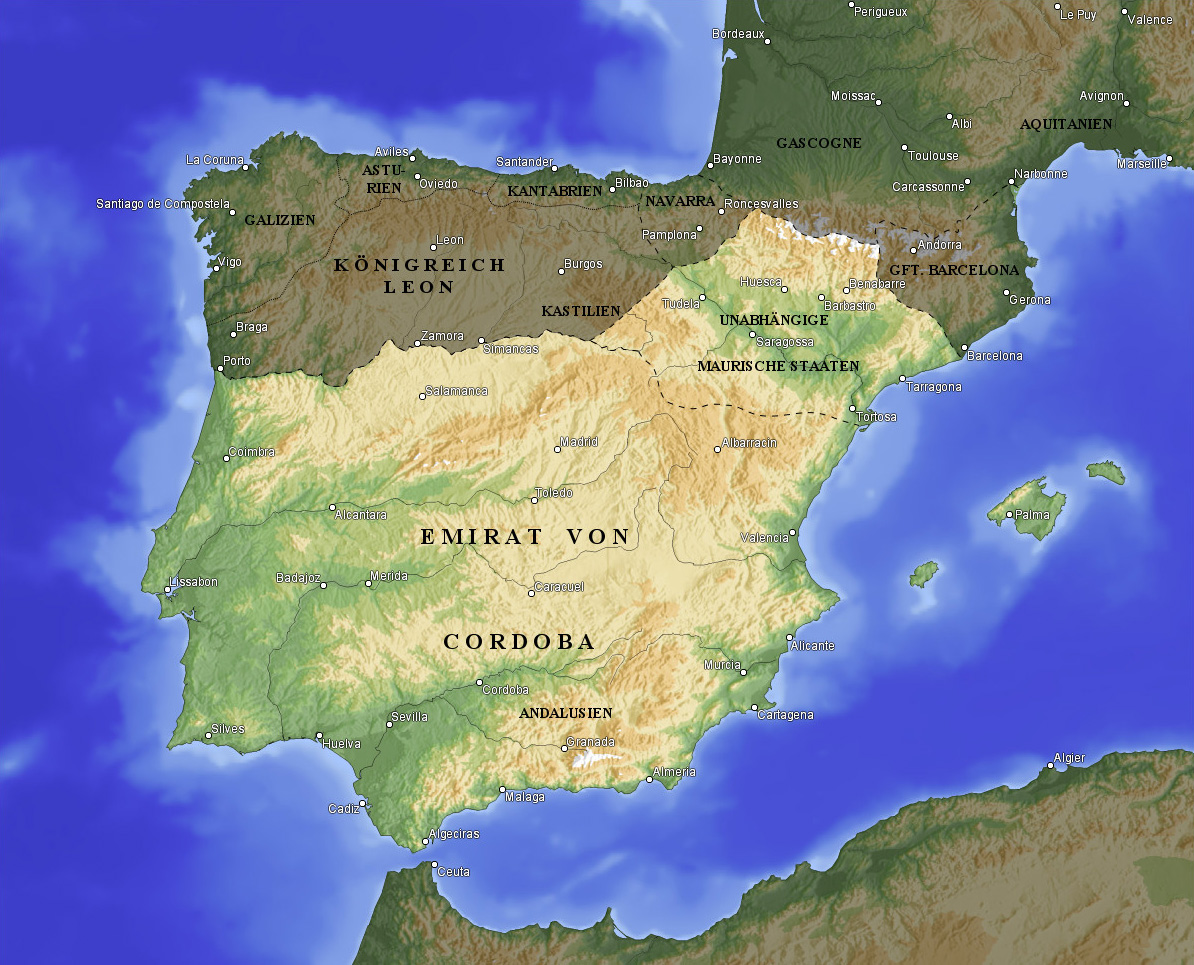
Das al-Andalus um 910: Portugal gehörte ab 711 wie Marokko zum Arabischen Großreich

Die Griechen und vermutlich auch die Phönizier trieben Handel an den Küsten des heutigen Marokkos und Portugals. Ceuta war möglicherweise eine phönizische oder griechische Siedlung, zumindest war sie den Griechen als Heptá Adélphia (Επτά Αδέλφια), deutsch „Sieben Brüder“ bekannt. 319 kam Ceuta zu Karthago, nach dem Zweiten Punischen Krieg wurde es römisch. Damit gehörten Marokko und Portugal, das bereits seit dem 1. Jahrhundert v. Chr. römisch war, zum Römischen Reich.
Mit dem Einfall germanischer Stämme in das Römische Reich kamen die Vandalen im 5. Jahrhundert nach Portugal und danach nach Marokko. Ab dem frühen 7. Jahrhundert gehörten beide Gebiete eine Zeit gemeinsam dem Westgotenreich an.
Ab 709 wurde das heutige Marokko von den Arabern erobert, die ab 711 auch das heutige Portugal einnahmen und als Teil des arabischen al-Andalus jahrhundertelang beherrschten. Mit dem Abschluss der portugiesischen Reconquista im 13. Jahrhundert endete die gemeinsame Zugehörigkeit zur arabischen Welt. Marokko blieb mit seinem Almohadenreich Teil der islamisch-arabischen Welt, während das unabhängige christliche Königreich Portugal sich konsolidierte.

### 1415 bis 1769

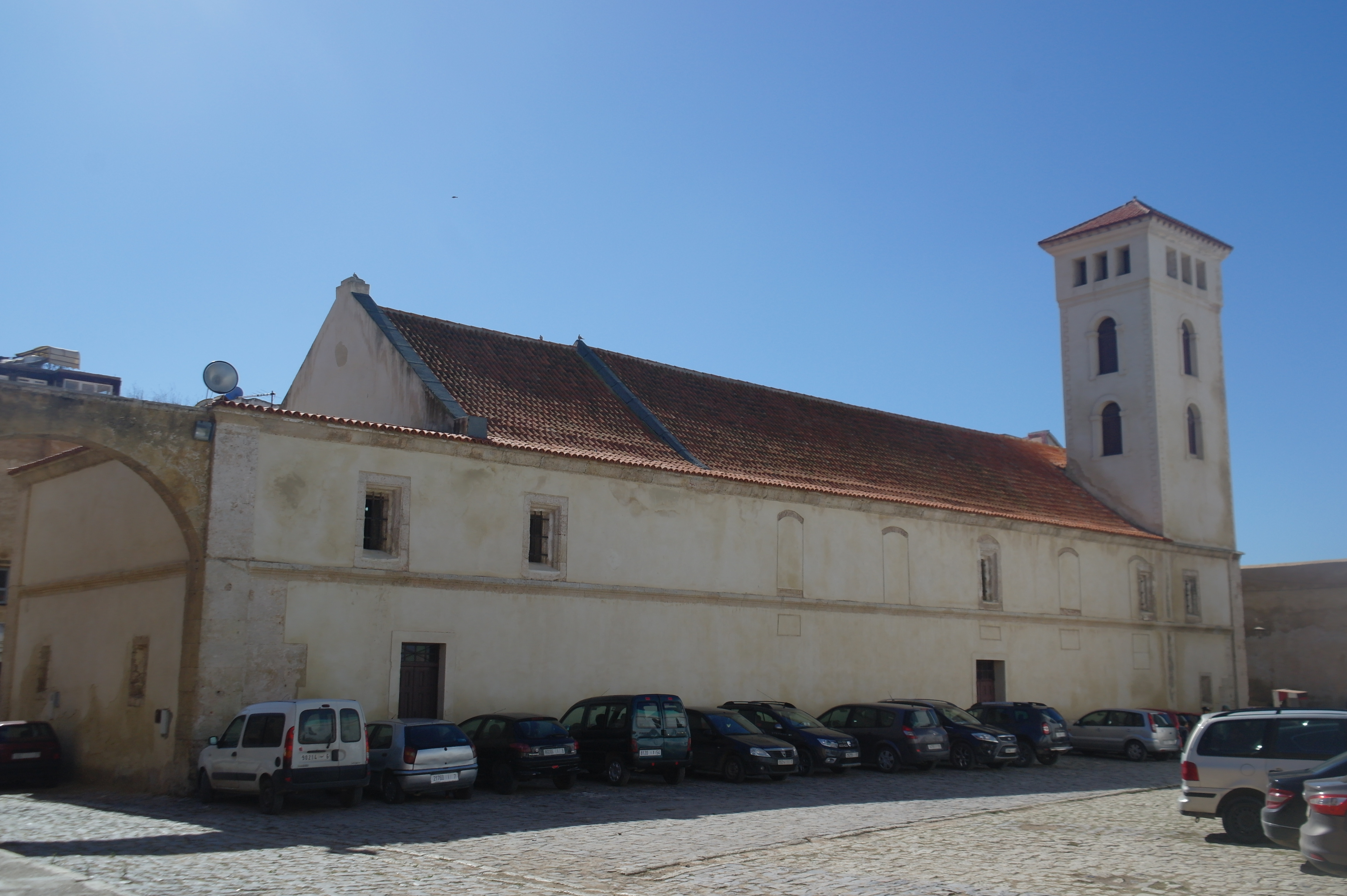
Die Kirche Nossa Senhora da Assunção von Mazagão (El Jadida): die portugiesische Altstadt von El Jadida ist seit 2004 UNESCO-Welterbe

Portugal begann seinen Aufstieg zur Seefahrernation mit der Einnahme der marokkanischen Stadt Ceuta im Jahr 1415. Eine Ausweitung der portugiesischen Eroberungen in Marokko scheiterte zunächst, insbesondere nach der misslungenen Einnahme von Tanger 1437.
Historiker nennen heute vor allem die Einnahme und den Ausbau von Ksar es-Seghir (port.: Alcácer-Ceguer) 1458 als Beginn eines Netzes an Stützpunkten für den systematischen Ausbau der Expansionsreisen und des Handelsnetzes Portugals. Somit war Marokko das Drehzentrum in der ersten Phase der portugiesischen Überseeaktivitäten, womit das Portugiesische Weltreich begründet wurde (danach verlagerte sich der Drehpunkt der portugiesischen Aktivitäten stärker in den Golf von Guinea). Die Beziehungen zu Marokko wurden überwiegend von friedlichen Phasen des Handels und der Koexistenz geprägt, gleichwohl es mehrfach auch zu kriegerischen Auseinandersetzungen kam, vor allem in Folge portugiesischer Versuche, weitere und größere Teile Marokkos zu erobern.
1471 schloss Portugal einen ersten Friedensvertrag mit dem marokkanischen König Muhammad asch-Schaich al-Mahdi, der erste Sultan der Wattasiden in Marokko (1465–1505). Danach pflegten die Portugiesen Beziehungen zu einer Reihe lokaler Herrscher, gründeten Handelsniederlassungen und errichteten Festungen zu ihrer Verteidigung. Zu den wichtigsten gehörten u. a. Safi (ab 1505 mit Aguz, heute Souira Kedima, als Hilfsfestung), Azemmour, Mazagão (das heutige El Jadida) und die Insel Mogador, vor allem das heutige Essaouira.
Als im 16. Jh. die Inquisition auch in Portugal eingeführt wurde, flohen eine Vielzahl Marranen und sephardische Juden in marokkanische Städte, vor allem Casablanca, aber auch andere Küstenstädte und Fès waren Ziele.
1577 landete der junge portugiesische König D. Sebastião in Asilah (port.: Arzila), um seinen Traum eines eigenen Kreuzzuges zu verwirklichen. Bei Ksar-el-Kebir (port.: Alcácer-Quibir) wurde er vernichtend geschlagen. Der König starb in dieser Schlacht von Alcácer-Quibir selbst und hinterließ keine Nachkommen, in der Folge verlor Portugal seine Unabhängigkeit und erlangte sie erst nach 1640 und dem folgenden Restaurationskrieg wieder.
Der portugiesische König D. João IV. gab, neben der indischen Stadt Bombay, auch Tanger seiner Tochter Katharina von Braganza als Mitgift mit, als sie den englischen König Charles II. heiratete. Damit war Tanger ab 1661 nicht mehr portugiesisch, sondern britisch.
1769 gaben die Portugiesen Mazagão auf und zogen sich nach 300 Jahren Präsenz ganz aus Marokko zurück. Die hier ansässigen Portugiesen übersiedelten mit allem Hab und Gut überwiegend in die portugiesische Kolonie Brasilien, wo sie die Stadt Nova Mazagão (port. für Neues Mazagão) gründeten.

### 1769 bis 1956

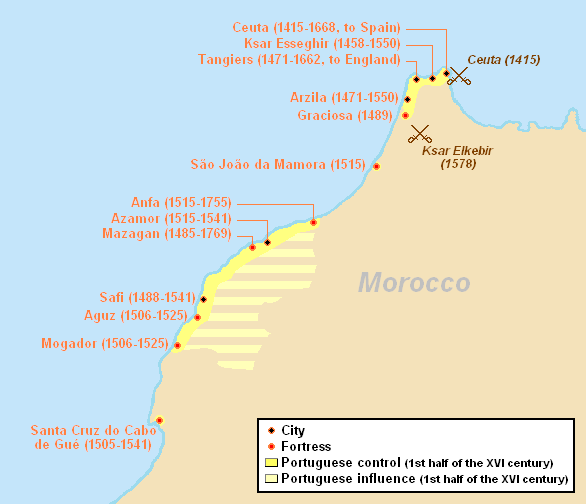
Portugiesische Besitzungen in Marokko mit Jahreszahlen der portugiesischen Präsenz

Ab 1771 näherten sich Portugal und Marokko wieder stärker an. Portugals König D. José schloss am 11. Januar 1774 einen Friedensvertrag mit dem Sultan von Marokko, der bis heute gültig ist. Bereits nach den entscheidenden Verhandlungen 1773 entsandte Portugal einen ersten Konsul, Manuel de Ponte.
Am 7. Oktober 1774 erreichte die erste Gesandtschaft des marokkanischen Königs Portugals Hauptstadt Lissabon auf einer portugiesischen Fregatte, der am 15. November 1777 eine zweite Gesandtschaft des Sultans von Marokko folgte.
Am 29. Dezember 1869 wurde José Daniel Colaço, der Generalkonsul Portugals in Tanger, zum Geschäftsträger ernannt und das Generalkonsulat mit diplomatischen Funktionen versehen. Damit gilt er als der erste Botschafter Portugals im heutigen Marokko.
In der ersten Hälfte des 19. Jahrhunderts kam Marokko zunehmend unter französischen Einfluss, was mit dem Marokko-Kongo-Vertrag von 1911 besiegelt wurde, mit dem der größte Teil des Landes als Französisch-Marokko zu Frankreich kam.
Vom kleineren Teil Spanisch-Marokko aus organisierte der spanische General und spätere Diktator Francisco Franco 1936 den Militärputsch, der den spanischen Bürgerkrieg (1936–1939) auslöste. In dem Bürgerkrieg kämpften dabei auch Soldaten aus Marokko als Regulares auf Seiten Francos, zusammen mit den portugiesischen Freiwilligen der Legion Viriato, einem inoffiziell entsandten Verband der Portugiesischen Legion des Salazar-Regimes in Portugal. Zusammen kämpften sie gegen die Verteidiger der legitimen Spanischen Republik, neben den regulären republikanischen Truppen auch die Internationalen Brigaden, in deren Reihen auch viele Portugiesen kämpften, vor allem aus der überwiegend anarchosyndikalistisch organisierten Arbeiterschaft.
Im Zweiten Weltkrieg (1939–1945) spielten sowohl das neutrale Portugal unter Diktator Salazar als auch Marokko, insbesondere der kleine freie Teil Marokkos, die Tanger-Zone, eine bedeutende Rolle, vor allem für Flüchtende, aber auch für die gegenseitige Spionage. Neben Tanger war dabei auch das französisch kontrollierte Casablanca einer der sehr wenigen Orte, wohin Flugverbindungen sowohl in das Gebiet der faschistischen Achsenmächte als auch in das Gebiet der Alliierten bestanden, so dass hier eine Weiterreise oder auch Treffen möglich waren. Vor allem die portugiesische Fluglinie Aero Portuguesa bediente dabei die Strecken Tanger-Lissabon und Casablanca-Lissabon, womit das neutrale Portugal eine direkte Verbindung in ein Gebiet der Alliierten unterhielt. Im bekannten Film Casablanca von 1942, der in diesem Umfeld handelt, spielt diese Verbindung eine wichtige Rolle.

### Seit 1956
1956 erlangte Marokko seine volle Unabhängigkeit von Frankreich (Französisch-Marokko) und Spanien (Spanisch-Marokko) wieder. Portugal erkannte die Unabhängigkeit Marokkos am 16. Mai 1956 an.
Die Eröffnung der marokkanischen Botschaft in Lissabon 1957 bedeutete die erste Einrichtung einer Vertretung eines arabischen Landes in Portugal.
1973 wurden die diplomatischen Beziehungen unterbrochen, die am 8. Juni 1974 wieder aufgenommen wurden, nachdem am 25. April 1974 die Nelkenrevolution die Estado Novo-Diktatur in Portugal beendet hatte.
Danach näherten sich beide Staaten wieder stetig an. So wurde am 28. Januar 1977 ein bilaterales Abkommen zur wirtschaftlichen und technischen Zusammenarbeit abgeschlossen. Es folgten am 11. Dezember 1978 ein Kulturabkommen, am 23. März 1984 ein umfassendes Kooperationsabkommen, am 18. Oktober 1988 ein bilaterales Investitionsschutzabkommen, am 28. April 1992 ein Kooperationsabkommen im Zivilschutz, und am 30. September 1993 ein Abkommen in Verteidigungsfragen.
Nach dem EU-Beitritt Portugals 1986 wendete sich die portugiesische Aufmerksamkeit zunächst stärker der Europäischen Integration zu, dennoch blieben die guten marokkanisch-portugiesischen Beziehungen auf weiterem Annäherungskurs, auch begünstigt durch das marokkanisch-europäische Assoziierungsabkommen 2000 und vor allem der Europäischen Nachbarschaftspolitik ab 2004 und der anschließenden Union für das Mittelmeer 2008.
Am 30. Mai 1994 schlossen beide Länder einen Freundschaftsvertrag, der auch die gute Nachbarschaft und weitere Kooperationen umfasste. Darin wurden auch regelmäßige Treffen abwechselnd in Marokko und Portugal vereinbart (port. Cimeiras luso-marroquinas). Sie bieten seither den Rahmen für eine Vielzahl Kooperationsabkommen, Abstimmungen und Vereinbarungen aus allen Bereichen, zuletzt etwa aus den Bereichen Innere Sicherheit, Tourismus, Energie, Verkehr, Wassertransport, Investitionskontrollen, diplomatische Institute, Sport und Jugend, und wissenschaftliche Kooperationen. Allein beim Treffen 2015 wurden elf Abkommen geschlossen. Auch Treffen und Staatsbesuche auf Ministerebene finden seither häufig statt.
Unter den zahlreichen bilateralen Abkommen seit 1977 sind einige von besonderer Bedeutung für die beiden Länder, etwa das 1978 in Kraft getretene Fischereiabkommen, das Doppelbesteuerungsabkommen vom 27. September 1997, das Sozialversicherungsabkommen vom 14. November 1998, das Investitionsschutzabkommen vom 17. April 2007, das Abkommen im Bereich der Inneren Sicherheit vom 20. April 2015 und das 2017 in Kraft getretene Abkommen im Tourismusbereich, dazu Abkommen über Zusammenarbeit in Bereichen wie Verteidigung, Rechtshilfe, Zivilschutz, Migration, Zoll oder auch Verkehr und Handel.

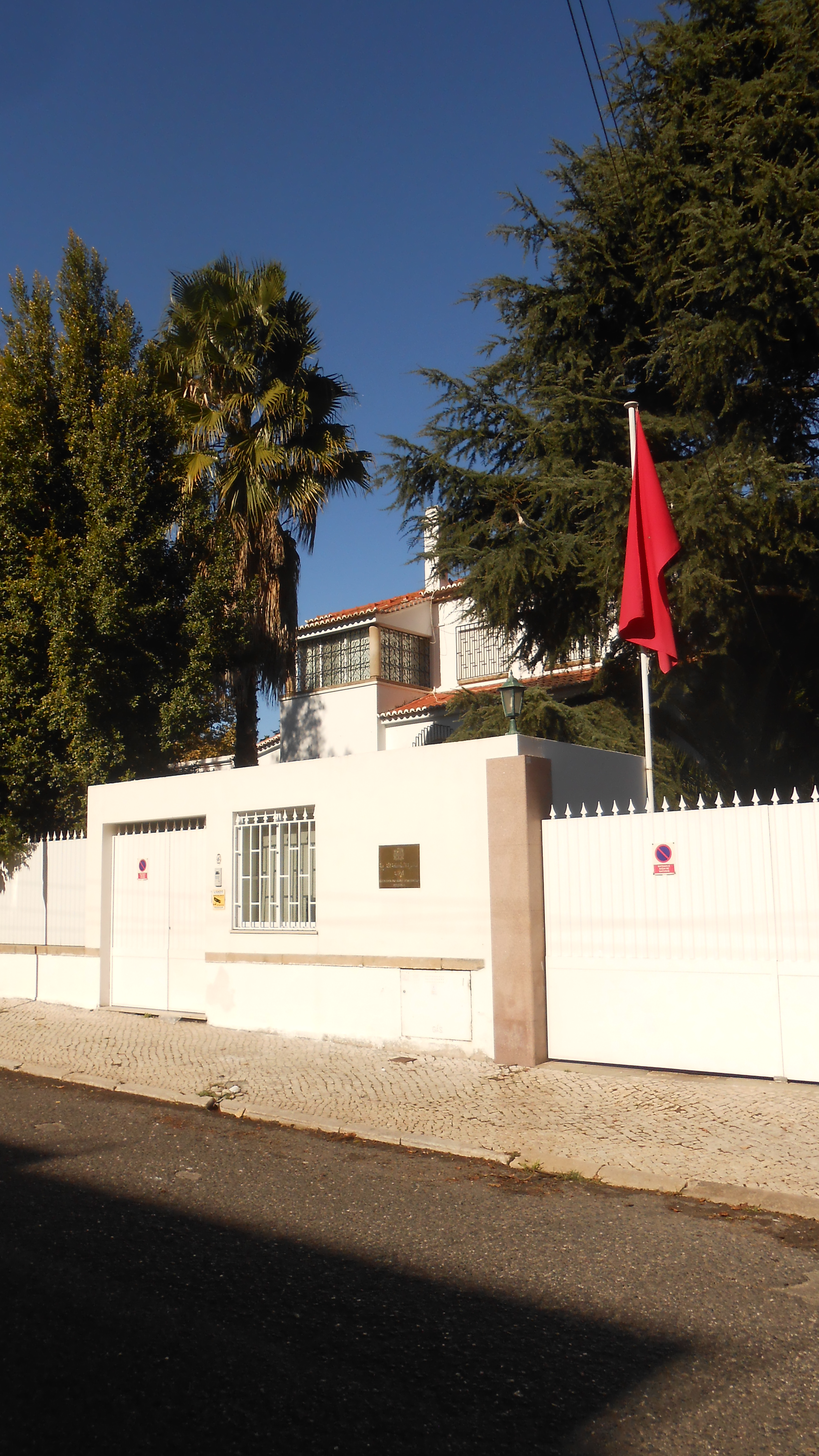
Die Botschaft Marokkos in Lissabon

## Diplomatie
Marokko unterhält seine Botschaft in der Rua Alto do Duque Nr. 21 im Restelo-Viertel, im Stadtteil Belém der portugiesischen Hauptstadt Lissabon. Zudem bestehen marokkanische Honorarkonsulate in Porto und in Albufeira an der Algarveküste.
Portugal führt seine Botschaft in der Rue Thami Lamdouar Nr. 5 im Botschaftsviertel Souissi der marokkanischen Hauptstadt Rabat, daneben sind portugiesische Honorarkonsulate in Casablanca, Fès, Marrakesch und Tanger eingerichtet.

## Städtepartnerschaften
Eine Reihe Kommunen beider Länder sind über Städtefreundschaften und Gemeindepartnerschaften miteinander verbunden. Ein Verbindungselement, vor allem zwischen süd-portugiesischen und marokkanischen Orten, ist die jahrhundertelange gemeinsame Zeit, die vor allem im Süden Portugals tiefe Spuren hinterließ. Zunächst, als Teil des arabischen al-Andalus, wie Marokko zum Arabischen Reich gehörend, standen sie später beide teils erneut jahrhundertelang unter portugiesischer Flagge, als Algarve auf portugiesischer bzw. Algarve jenseits des Meeres auf marokkanischer Seite.
16 Kommunen beider Länder sind partnerschaftlich verbunden (Stand 2018), die Städte Tanger und Faro begründeten 1985 die erste marokkanisch-portugiesische Städtefreundschaft.

## Migration
Seit Jahrhunderten bestehen portugiesische Gemeinden in einigen marokkanischen Städten, die zu einem Teil aus den Nachkommen der Marranen und sephardischen Juden bestehen, die aus Portugal flohen, als im 16. Jh. die Inquisition auch dort eingeführt wurde. Vor allem Casablanca, aber auch andere Küstenstädte und Fès sind zu nennen. Im Gegenzug lockte die relativ nahe Algarveküste Marokkaner an, insbesondere seit dem wirtschaftlichen Aufstieg Portugals seit den 1980er Jahren.
Im Jahr 2018 waren in Portugal 1.539 Staatsbürger Marokkos gemeldet, mit 481 die meisten an der Algarve. Ihre Rücküberweisungen beliefen sich auf 5,29 Mio. € (2013: 5,04 Mio. €, 2010: 3,28 Mio. €, 2000: 1,62 Mio. €).
Im Jahr 2018 waren 2.107 Portugiesen und mit Portugal verbundene Bürger in den Konsulaten Portugals in Marokko registriert, sie überwiesen 10.000 € zurück nach Portugal (2013: 1,13 Mio. €, 2010: 0,69 Mio. €, 2000: 0,38 Mio. €).

## Wirtschaft

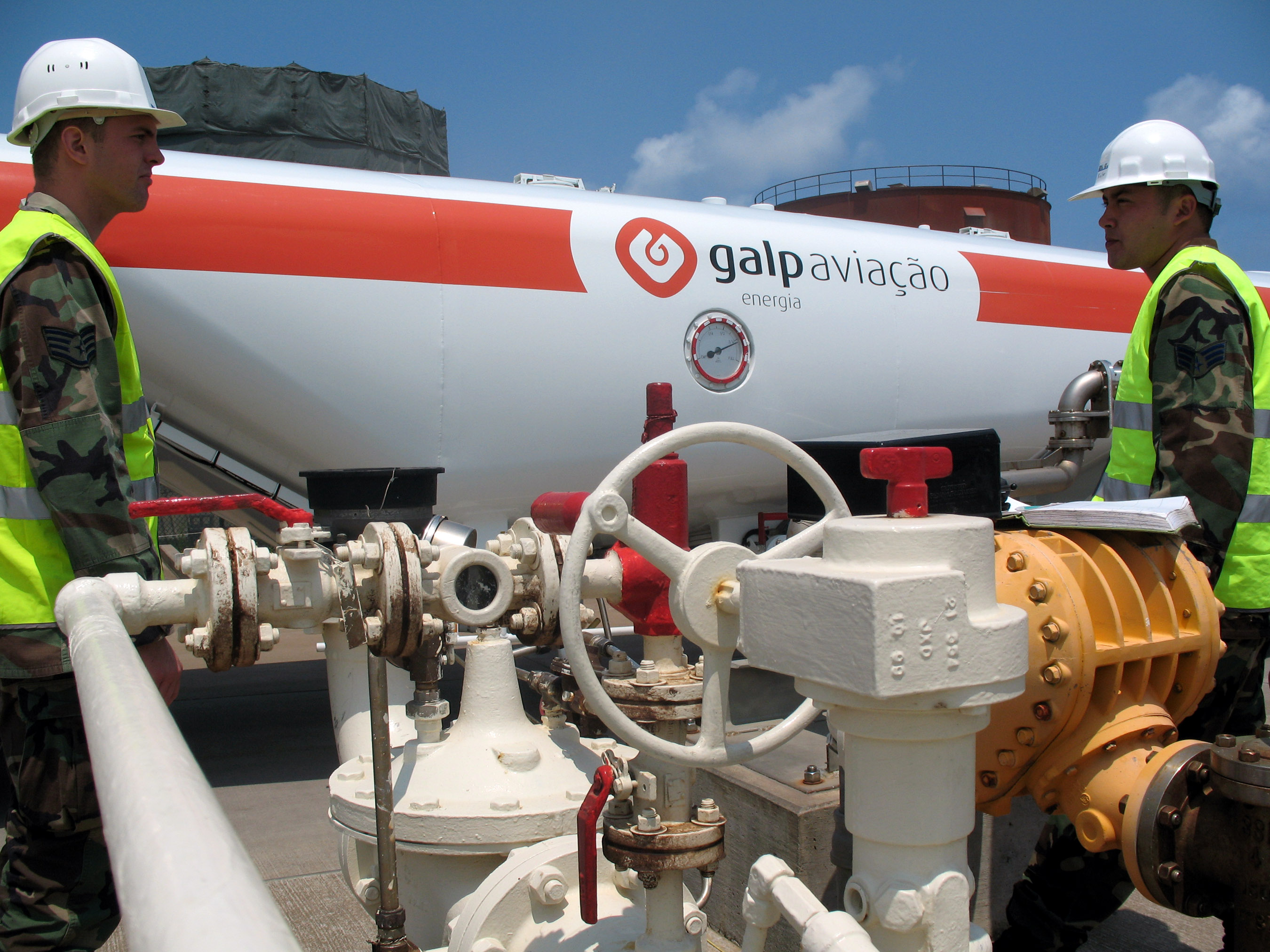
Tankwagen der portugiesischen Galp an der Lajes Air Base: Treibstoffe sind das wichtigste Exportgut Portugals nach Marokko, von wo T-Shirts und Zucht-Schalentiere als wichtigste Einzel-Exportgüter nach Portugal gehen.

Der marokkanisch-portugiesische Handel der beiden historisch verbundenen und geografisch nahen Länder ist seit den 1990er Jahren in stetigem Wachstum begriffen, meist mit einem Handelsbilanzüberschuss zu Gunsten Portugals. Im Jahr 2018 waren 1.352 portugiesische Unternehmen im Handel mit Marokko tätig (2017: 1.315; 2016: 1.302; 2015: 1.238; 2014: 1.205)
Im Jahr 2018 exportierte Portugal Waren und Dienstleistungen im Wert von 712,4 Mio. Euro nach Marokko (2017: 739,4 Mio. 2016: 737,0 Mio.; 2015: 690,2 Mio.; 2014: 588,2 Mio.), davon waren unter den Waren 24,7 % Kraftstoffe, 22,2 % Metalle, 10,2 % Maschinen und Geräte, 7,4 % Kunststoffe, 6,6 % Fahrzeuge und Fahrzeugteile, und 5,4 % Papier und Zellulose.
Im gleichen Zeitraum lieferte Marokko Waren und Dienstleistungen im Wert von 229,6 Mio. Euro an Portugal (2017: 200,3 Mio., 2016: 207,7 Mio.; 2015: 220,6 Mio.; 2014: 195,5 Mio.), unter dem Warenanteil waren davon 20,2 % Bekleidung, 19,9 % landwirtschaftliche Erzeugnisse, 14,1 % chemisch-pharmazeutische Produkte, 11,2 % Holz und Kork, 10,8 % Maschinen und Geräte, und 7,0 % Minerale und Erze.
2018 stand Marokko damit im portugiesischen Waren-Außenhandel an 12. Stelle als Abnehmer und an 39. Stelle als Lieferant, während Portugal im marokkanischen Waren-Außenhandel an 23. Stelle als Abnehmer und an 12. Stelle als Lieferant rangierte.
Die portugiesische Außenhandelskammer AICEP unterhält ein Kontaktbüro bei der portugiesischen Botschaft in Rabat, zudem besteht in der portugiesischen Hauptstadt Lissabon mit der Câmara de Comércio e Indústria Luso Marroquina eine marokkanisch-portugiesische Handelskammer.

## Kultur

### Institutionen
Das portugiesische Kulturinstitut Instituto Camões ist in Marokko präsent, u. a. mit einem Sprachzentrum in der Hauptstadt Rabat und einem Lektorat an der Mohammed-V.-Universität, ebenfalls in Rabat.
Mit der Associação de Amizade Luso-Marroquina besteht in Portugal eine marokkanisch-portugiesische Freundschaftsgesellschaft.
Zudem werden über die Botschaften im jeweils anderen Land kulturelle Veranstaltungen vermittelt, gefördert und auch selbst ausgerichtet.

### Architektur
Das portugiesische Erbe in Marokko besteht zu einem wesentlichen Teil in den Festungs- und Sakralbauten, vor allem Kirchen, aber auch Synagogen. Unter dem Welterbe in Marokko befindet sich mit El Jadida auch ein Eintrag portugiesischen Ursprungs.
Eine Reihe portugiesischer Festungen in Marokko wurden inzwischen restauriert, oft auch mit portugiesischer Hilfe, insbesondere seit den 1980er Jahren durch die Gulbenkian-Stiftung. In der portugiesischen Denkmalliste SIPA werden bereits fünf historische portugiesische Festungsbauten auf marokkanischem Boden geführt (Stand Februar 2020):
- Fortaleza de Arzila in Asilah
- Fortaleza de Azamor in Azemmour
- Fortaleza de Mazagão in El Jadida
- Fortaleza de Mogador in Essaouira
- Fortaleza de Safim in Safi

Daneben sind eine Vielzahl weiterer Bauten erhalten geblieben, teils in Ruinen, teils in vergleichsweise gutem Zustand.

### Musik
Die portugiesische Fado-Musik führt ihre Entstehung auch auf arabische Einflüsse zurück. Fadosänger treten häufig auch in Marokko auf, und portugiesische Musiker kooperierten mehrfach mit marokkanischen Musikern.
Die sehbehinderte portugiesische Fadosängerin Dona Rosa wurde einem breiten Publikum durch eine österreichische Sendung bekannt, die André Heller Ende der 1990er Jahre in Marokko für den ORF produzierte.

## Sport

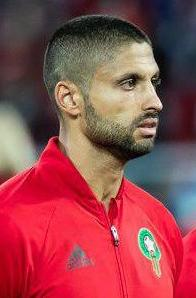
Manuel da Costa im marokkanischen Nationaltrikot, vor dem Spiel Marokko-Spanien bei der WM 2018. Fünf Tage vorher hatte er dort bereits mit der Marokkanischen Auswahl gegen Portugal gespielt

### Fußball
Die Marokkanische und die Portugiesische Fußballnationalmannschaft trafen bisher dreimal aufeinander (Stand Dezember 2022), erstmals bei der WM 1986 in Mexiko, das Vorrunden-Spiel in der Gruppe F am 11. Juni 1986 im Estadio Tres de Marzo von Guadalajara ging 3:1 für Marokko aus. Das zweite Mal trafen sie bei der WM 2018 in Russland aufeinander, die Begegnung am 20. Juni 2018 im Moskauer Olympiastadion Luschniki endete 1:0 für Portugal. Ihre dritte Begegnung fand am 10. Dezember 2022 im Viertelfinale der WM 2022 in Katar statt, das Marokko mit 1:0 gewinnen konnte, so dass Portugal überraschend ausschied und Marokko am Ende WM-Vierter wurde.
Marokkanische Spieler laufen häufig auch für portugiesische Klubs auf, darunter Nationalspieler wie Zakarya Bergdich bei Belenenses Lissabon, Adel Taarabt und Mehdi Carcela-González bei Benfica Lissabon, Tarik Sektioui beim FC Porto, Mohamed Abarhoun beim Moreirense FC oder Faysal El Idrissi bei CD Santa Clara. Besonders viele marokkanische Nationalspieler spielten bisher für Sporting Lissabon, darunter Zakaria Labyad, Houssine Kharja, Noureddine Naybet und Mustapha Hadji.
Im Gegenzug sind immer wieder auch Portugiesen bei Vereinen in Marokko tätig, als Spieler und häufiger als Trainer. Die portugiesische Fußballlegende Mário Wilson etwa war von 1993 bis 1995 Trainer des Hauptstadtclubs FAR Rabat. Humberto Coelho war von 2002 bis 2002 Nationaltrainer Marokkos.
Der portugiesische Spieler Manuel da Costa ist Sohn eines portugiesischen Vaters und einer marokkanischen Mutter. Er spielte zunächst für Portugals U-21-Nationalteam, seit 2014 tritt er für die Auswahl Marokkos an.

### Badminton
Das wichtigste marokkanische Badmintonturnier, die Morocco International, konnte der Portugiese Pedro Martins bereits mehrmals gewinnen, so 2015, 2014 und 2010.
Bei den Portugal International gab es bisher noch keinen marokkanischen Turniersieg (Stand 2019).

### Leichtathletik
Bei den Leichtathletik-Hallenweltmeisterschaften 2001 in Lissabon schloss Marokko mit zwei Goldmedaillen als Sechster ab, Gastgeber Portugal wurde mit einmal Gold und einmal Bronze Zehnter. Marokko hat bislang noch keine Leichtathletik-Hallenweltmeisterschaft ausgerichtet.
Die marokkanische Läuferin Zahra Ouaziz wurde bei den Crosslauf-Weltmeisterschaften 2000 in Portugal Zweite. Dagegen gab es weder bei den Crosslauf-Weltmeisterschaften 1975 im marokkanischen Rabat noch bei den Crosslauf-Weltmeisterschaften 1998 in Marrakesch portugiesische Sieger.
Den Lissabon-Marathon gewann 1993 der marokkanische Läufer Saïd Ermili in einer Zeit von 2:12:39 Stunden.

### Motorsport
Bei der Rallye du Maroc gewannen mehrfach portugiesische Fahrer, insbesondere Motorradfahrer.